# آرامگاه سید ابوالقاسم مجتهد میرزایی
مقبره سید ابوالقاسم مجتهد میرزایی مربوط به دوره قاجار است و در زنجان، انتهای خیابان امام، میدان ۱۵ خرداد، کوچه رضایی واقع شده و این اثر در تاریخ ۱۴ مرداد ۱۳۸۲ با شمارهٔ ثبت ۹۴۴۵ به‌عنوان یکی از آثار ملی ایران به ثبت رسیده‌است.